# محمود خوراکچی
محمود خوراکچی (۱۵ اردیبهشت ۱۳۴۹) بازیکن سابق فوتبال و مربی فوتسال اهل ایران است.
وی از دروازه‌بانان تیم پرسپولیس بود و همین‌طور سابقه مربی‌گری در تیم ملی فوتسال ایران و همچنین باشگاه‌های فوتسال پرسپولیس، چینی مهکام شهرکرد، پست اصفهان، تام ایران خودرو، گسترش فولاد تبریز، فیروز صفه اصفهان، میثاق تهران، شهرداری ساوه، تأسیسات دریایی و بانک دی را در کارنامه دارد.
وی به‌همراه تیم ملی فوتسال ایران در جام جهانی فوتسال ۱۹۹۲ حضور داشته اما به دلیل شکستگی دست در مسابقات به میدان نرفته‌است.

## دوران بازی
خوراکچی فوتبال را از تیم نوجوانان هما آغاز کرد و بعد به تیم‌های ژاندارمری، کشاورز، پرسپولیس، پلی‌اکریل اصفهان، ماشین‌سازی تبریز، فتح و برق تهران پیوست، وی در سال ۱۳۷۹ در زمانی که دروازه‌بان برق تهران بود در دیدار با ابومسلم مشهد دچار پارگی رباط صلیبی شد و مجبور به خداحافظی از فوتبال شد.